# 吴百纳
吳百納女爵士，DCMG，OBE[?]（1961年5月29日—），英國女性外交官和「中國通」，2015年2月至2020年8月就任為英國駐華大使，成為首位擔任此職務的女性。現任英國常駐聯合國代表。

## 生平

### 早年生涯
吳百納1961年5月29日生於英國薩福克郡吉平，父母分別名叫阿瑟·克勞德·伍德沃德（Arthur Claude Woodward，1921年－1992年）和羅斯瑪麗·莫妮卡·加布里埃拉·芬頓（Rosemary Monica Gabrielle Fenton）。她的父親曾加入薩福克軍團參與第二次世界大戰，1944年12月21日因參與歐洲西北戰事有功而獲英廷頒授軍功十字勳章，本身是測量師的他還在戰後當選皇家特許測量師學會院士（FRICS）。
吳百納於1979年入讀蘇格蘭聖安德魯斯大學，主修歷史，1983年獲文學碩士榮譽學位（M.A.　Hons.）畢業。1986年至1988年間，吳百納先後到中國武漢的湖北大學和南開大學教授英語，她後來學曉漢語，而她的漢化譯名也是由一位熟悉中國的倫敦老師起的。1988年，她到美國耶魯大學深造國際關係，復於1990年從該校獲得另一個文學碩士學位（M.A.）。

### 外交生涯
吳百納1991年循內閣廳歐洲特快取錄途徑加入英國政府，首先於1991年至1993年借調到外交及聯邦事務部（簡稱外交部）轄下的歐洲共同體（歐洲聯盟前身）首長科任職，任內英國首相馬卓安於1992年7月至12月輪任歐洲聯盟理事會主席期間，她參與首長科的支援工作。1994年，吳百納正式加入外交部，並奉派俄羅斯首都莫斯科擔任英國駐俄大使館二等秘書，及後升任一等秘書（商務／政治），因表現突出，卸任後在1999年獲英廷頒授OBE勳銜。
曾參與歐盟事務的吳百納在1998年調返倫敦的外交部本部，任職於外交部歐盟司2000年議程談判組，其後於1999年升任外交部歐盟擴展部部長，2001年調任外交部人權政策司副司長。2003年，她外調到中國北京在英國駐華大使館出任政治參贊，2006年晉升為公使兼大使館副館長。2009年至2011年，吳百納調到英國邊境管理局任職國際事務總監，任內獲英廷頒授CMG勳銜。2011年至2015年，她返回外交部出任經濟及領事事務總監一職。

### 駐華大使
2014年8月，英政府宣佈準備以吳百納接替吳思田爵士出任英國駐華大使，並且是歷來首位女性駐華大使。她獲得任命後表示：「我期待支持（中英）雙邊貿易與投資的進一步發展，並且加速與深化中英在中國的合作」。吳百納隨後於2015年2月19日正式抵華履新，上任不久旋即於同年3月款待首次訪華的英國皇位第三繼承人劍橋公爵威廉王子，這次也是自1986年英女皇伊利沙伯二世訪華以來首次有英國皇室成員官式訪華。
上任後不久，吳百納參與籌備和安排中國國家主席習近平及其夫人彭麗媛在2015年10月對英國展開的國事訪問，期間習近平夫婦除了分別會見英女皇和英國首相大衛·卡梅倫，又對英國國會發表演說，以及出席由英女皇款待的國宴。中英兩國在該次國事訪問達成估計總值多達約250億英鎊的貿易協議，吳百納更指出訪問為兩國領導人帶來「坦率交流」的機會，形容該次「在黃金之年舉行的黃金訪問，將開展一個黃金年代」。
然而，英女皇於2016年5月在白金漢宮草坪主持園遊會期間，當她得悉其中一位賓客倫敦警務處女警官露西·奧爾西在該次國事訪問擔任指揮官後，即以「真倒楣」形容奧爾西的工作。隨後，奧爾西向女皇透露習近平一行在其中一天行程參觀蘭開斯特府中途不辭而別，拋下她和吳百納兩人離開，女皇表示知情，並批評中方官員對吳百納「相當粗魯」，而且對他們的行為感到「匪夷所思」。女皇在園遊會與賓客的對話原本屬於私人內容，但卻因為攝影師在場而罕有地意外流出。

## 個人生活
吳百納未婚，她的興趣是運動，尤其喜愛競技游泳、越野單車和網球，另外也愛打橋牌。她是倫敦水獺游泳俱樂部（Otter Swimming Club）會員，並曾於1998年至2002年擔任該會義務秘書。吳百納自2006年開始成為由外籍人士創辦的中國社區戲曲勵志組織花旦的會員，2009年起進一步出任該組織的顧問委員會主席。

## 榮譽
- 以下列出榮譽全稱及縮寫：^ 
  - 英帝國官佐勳章（O.B.E.） （1999年元旦授勳名單[9]）
  - 聖米迦勒及聖喬治同胞勳章（C.M.G.） （2011年英女皇壽辰授勳名單[10]）
  - 聖米迦勒及聖喬治女爵級司令勳章（D.C.M.G.） （2016年英女皇壽辰授勳名單）

## 注腳
1. 1 2  . 新京报 (中国新闻网).   [2023-04-01]. （原始内容存档于2023-04-01）.
2. ↑  The Diplomatic Service List (2003), p.325.
3. ↑  "England & Wales births 1837-2006" (retrieved on 24 March 2015)
4. 1 2 3 4 5  "WOODWARD, Barbara Janet" (2012)
5. ↑  "Descendants of John Roper-269323" (13 April 2005)
6. ↑  . The Gazette.   [2022-03-07]. （原始内容存档于2020-10-09）.
7. 1 2  "Barbara Woodward" (retrieved on 24 March 2015)
8. 1 2 3 4  "Change of Her Majesty’s Ambassador to China" (6 August 2014)
9. 1 2  "Supplement to Issue 55354 （页面存档备份，存于）", London Gazette, 31 December 1998, p.24.
10. 1 2  "Supplement to Issue 59808 （页面存档备份，存于）", London Gazette, 11 June 2011, p.13.
11. 1 2  〈英任命新駐華大使，強調中英經貿往來〉（2014年8月6日）
12. ↑  "Prince William coming to China" (6 February 2015)
13. ↑  〈習近平訪英：今晨抵倫敦開始為期四天國是訪問〉（2015年10月20日）
14. ↑  "Britain vows not to shy away from talking human rights with Xi after warning from Chinese ambassador not to interfere" (19 October 2015)
15. ↑  "Queen caught on camera criticising 'very rude' Chinese officials during sensitive state visit" (11 May 2016)
16. ↑  "China hits back against Queen's broadside: Beijing insists officials made 'great efforts' during the State visit despite the monarch calling them 'very rude' as President Xi sends in the censors" (11 May 2016)

### 英文資料
- The Diplomatic Service List. Great Britain: H.M. Stationery Office, 2003.
- "Descendants of John Roper-269323（页面存档备份，存于）", Genealogy Web Page of L. David Roper, 13 April 2005.
- "Change of Her Majesty’s Ambassador to China（页面存档备份，存于）", Foreign & Commonwealth Office: Press Release, 6 August 2014.
- "WOODWARD, Barbara Janet", Who's Who 2013. London: A. & C. Black, 2012. ISBN 978-1-40815-491-5
- "Prince William coming to China（页面存档备份，存于）", China Daily, 6 February 2015.
- "ritain vows not to shy away from talking human rights with Xi after warning from Chinese ambassador not to interfere（页面存档备份，存于）", The South China Morning Post, 19 October 2015.
- "Queen caught on camera criticising 'very rude' Chinese officials during sensitive state visit（页面存档备份，存于）", The Telegraph, 11 May 2016.
- "China hits back against Queen's broadside: Beijing insists officials made 'great efforts' during the State visit despite the monarch calling them 'very rude' as President Xi sends in the censors（页面存档备份，存于）", Daily Mail, 11 May 2016.
- "Barbara Woodward", Linkedin, retrieved on 24 March 2015.
- "England & Wales births 1837-2006（页面存档备份，存于）", Genes Reunited, retrieved on 24 March 2015.

### 中文資料
- 〈英任命新駐華大使，強調中英經貿往來（页面存档备份，存于）〉，《BBC中文網》，2014年8月6日。
- 〈習近平訪英：今晨抵倫敦開始為期四天國是訪問（页面存档备份，存于）〉，《香港蘋果日報》，2015年10月20日。

## 外部連結
- "Barbara Woodward: Britain's first female ambassador to China intends to forge strong links with the growing economic superpower（页面存档备份，存于）", The Independent, 1 March 2015.

| 外交職務          | 外交職務                          | 外交職務      |
| ----------------- | --------------------------------- | ------------- |
| 前任： 吳思田爵士 | 英國駐華大使 2015年2月－2020年9月 | 繼任： 吳若蘭 |